# Горное (Сумская область)
Го́рное (укр. Гірне) — село,
Червоненский сельский совет,
Сумский район,
Сумская область,
Украина.
Код КОАТУУ — 5924788703. Население по переписи 2001 года составляло 94 человека.

## Географическое положение
Село Горное находится в 3-х км от правого берегу реки Стренка.
На расстоянии в 1 км расположены сёла Ополонское и Прудок.
Рядом проходит автомобильная дорога Н-12.